# 17899 Mariacristina
17899 Mariacristina è un asteroide della fascia principale. Scoperto nel 1999, presenta un'orbita caratterizzata da un semiasse maggiore pari a 2,2794388 UA e da un'eccentricità di 0,1075380, inclinata di 4,43814° rispetto all'eclittica. Il nome è dedicato a Maria Cristina De Sanctis, nata nel 1967, Istituto Nazionale di Astrofisica, Roma.